# مارکووو (شهرستان گووداپ)
مارکووو (به لاتین: Markowo) یک روستا در لهستان است که در گمینا دوبنگنکی واقع شده‌است.